# Mistrzostwa Europy w Biathlonie 2012
Mistrzostwa Europy w Biathlonie 2012 odbyły się w słowackiej miejscowości Osrblie, w dniach 25 stycznia - 2 lutego 2012 roku. Rozegranych zostało 5 konkurencji: bieg indywidualny, bieg sprinterski, bieg pościgowy dla mężczyzn i kobiet seniorów oraz juniorów, sztafeta kobiet i mężczyzn oraz sztafeta mieszana juniorów. W sumie odbyło się 15 biegów.

## Program zawodów
| Data        | Mężczyźni                   | Kobiety                                             |                              |                                                     |
| Godzina     | Kategoria                   | Godzina                                             | Kategoria                    |                                                     |
| ----------- | --------------------------- | --------------------------------------------------- | ---------------------------- | --------------------------------------------------- |
| 25 stycznia | Trening                     | Trening                                             | Trening                      | Trening                                             |
| 26 stycznia | Trening, oficjalne otwarcie | Trening, oficjalne otwarcie                         | Trening, oficjalne otwarcie  | Trening, oficjalne otwarcie                         |
| 27 stycznia | 10:00                       | Juniorzy - sprint                                   | 13:00                        | Juniorki - sprint                                   |
| 28 stycznia | 10:00                       | Seniorzy - sprint                                   | 13:00                        | Seniorki - sprint                                   |
| 29 stycznia | 10:00 11:00                 | Seniorzy - bieg pościgowy Juniorzy - bieg pościgowy | 13:15 14:15                  | Seniorki - bieg pościgowy Juniorki - bieg pościgowy |
| 30 stycznia | 13:00                       | Juniorzy - sztafeta mieszana                        | Juniorzy - sztafeta mieszana | Juniorzy - sztafeta mieszana                        |
| 31 stycznia | 13:30                       | Seniorzy - bieg indywidualny                        | 11:00                        | Seniorki - bieg indywidualny                        |
| 1 lutego    | 13:30                       | Juniorzy - bieg indywidualny                        | 11:00                        | Juniorki - bieg indywidualny                        |
| 2 lutego    | 11:30                       | Seniorzy - sztafeta                                 |                              | Seniorki - sztafeta                                 |

## Seniorzy

### Wyniki kobiet

#### Bieg sprinterski
Pierwszą rozegraną konkurencją wśród seniorek był bieg sprinterski na dystansie 7,5 km. Odbył się 28 stycznia 2012 roku. W zawodach wystartowało 53 zawodniczki, w tym cztery reprezentantki Polski. Złoty medal wywalczyła Ukrainka Ołena Pidhruszna, która wyprzedziła na mecie swoją rodaczkę Wałentynę Semerenko oraz Polkę Weronikę Nowakowską-Ziemniak.
- Pełne wyniki: IBU[1]

| Lp. | Zawodniczka                  | Narodowość | Strzelanie | Wynik   | Strata  |
| --- | ---------------------------- | ---------- | ---------- | ------- | ------- |
|     | Ołena Pidhruszna             | Ukraina    | 0+0        | 20:23,0 |         |
|     | Wałentyna Semerenko          | Ukraina    | 1+1        | 20:52,4 | +29,4   |
|     | Weronika Nowakowska-Ziemniak | Polska     | 0+1        | 20:58,3 | +35,3   |
| 4.  | Nadine Horchler              | Niemcy     | 0+0        | 21:07,9 | +44,9   |
| 5.  | Darja Usanowa                | Kazachstan | 0+1        | 21:09,2 | +46,2   |
| ... | ...                          | ...        | ...        | ...     | ...     |
| 22. | Karolina Pitoń               | Polska     | 1+0        | 22:15,5 | +1:52,5 |
| 37. | Katarzyna Leja               | Polska     | 0+2        | 23:47,5 | +3:24,5 |
| 46. | Beata Szymańczak             | Polska     | 1+1        | 24:38,6 | +4:15,6 |

#### Bieg pościgowy
- Pełne wyniki: IBU[2]

| Lp.  | Zawodniczka                  | Narodowość | Strzelanie | Wynik   | Strata  |
| ---- | ---------------------------- | ---------- | ---------- | ------- | ------- |
|      | Ołena Pidhruszna             | Ukraina    | 0+0+0+2    | 31:28,0 |         |
|      | Wałentyna Semerenko          | Ukraina    | 0+1+0+2    | 31:40,4 | +12,4   |
|      | Anastasija Zagorujko         | Rosja      | 0+0+0+0    | 31:40,9 | +12,9   |
| 4.   | Jekatierina Szumiłowa        | Rosja      | 0+1+0+1    | 31:41,4 | +13,4   |
| 5.   | Nadine Horchler              | Niemcy     | 0+0+0+0    | 32:03,2 | +35,2   |
| ...  | ...                          | ...        | ...        | ...     | ...     |
| 6.   | Weronika Nowakowska-Ziemniak | Polska     | 0+1+0+1    | 32:13,0 | +45,0   |
| 20.  | Karolina Pitoń               | Polska     | 1+1+0+1    | 35:14,3 | +3:46,3 |
| 31.  | Katarzyna Leja               | Polska     | 0+0+1+2    | 38:27,3 | +6:59,3 |
| LAP. | Beata Szymańczak             | Polska     | 2+4        | LAP     | LAP     |

#### Bieg indywidualny
- Pełne wyniki: IBU[3]

| Lp. | Zawodniczka                  | Narodowość | Strzelanie | Wynik   | Strata   |
| --- | ---------------------------- | ---------- | ---------- | ------- | -------- |
|     | Anastasija Zagorujko         | Rosja      | 0+0+0+1    | 42:44,1 |          |
|     | Juliane Döll                 | Niemcy     | 1+1+0+0    | 43:30,6 | +46,5    |
|     | Carolin Hennecke             | Niemcy     | 0+0+1+0    | 43:51,5 | +1:07,4  |
| 4.  | Jekatierina Szumiłowa        | Rosja      | 0+0+0+2    | 43:54,4 | +1:10,3  |
| 5.  | Nadine Horchler              | Niemcy     | 0+0+1+0    | 44:01,9 | +1:17,8  |
| ... | ...                          | ...        | ...        | ...     | ...      |
| 12. | Weronika Nowakowska-Ziemniak | Polska     | 0+0+0+3    | 45:42,3 | +2:58,2  |
| 18. | Karolina Pitoń               | Polska     | 2+0+0+1    | 46:33,5 | +3:49,4  |
| 25. | Beata Szymańczak             | Polska     | 0+0+0+2    | 48:57,1 | +6:13,0  |
| 40. | Katarzyna Leja               | Polska     | 2+4+1+1    | 55:38,1 | +12:54,0 |

#### Sztafeta
- Pełne wyniki: IBU[4]

| Lp. | Drużyna                                                                                        | Strzelanie                             | Wynik     | Strata  |
| --- | ---------------------------------------------------------------------------------------------- | -------------------------------------- | --------- | ------- |
|     | Ukraina · Julija Dżima · Wałentyna Semerenko · Wita Semerenko · Ołena Pidhruszna               | 0 + 7 0+0 0+1 0+2 0+1 0+0 0+0 0+2 0+1  | 1:15:14,3 |         |
|     | Rosja · Anastasija Zagorujko · Aleksandra Alikina · Jewgienija Siedowa · Jekatierina Szumiłowa | 0 + 7 0+0 0+0 0+3 0+2 0+0 0+1 0+0 0+1  | 1:16:32,4 | +1:18,1 |
|     | Niemcy · Maren Hammerschmidt · Nadine Horchler · Carolin Hennecke · Juliane Döll               | 0 + 9 0+0 0+2 0+1 0+2 0+0 0+3 0+0 0+1  | 1:17:07,0 | +1:52,7 |
| 4.  | Czechy · Veronika Zvařičová · Gabriela Soukalová · Barbora Tomešová · Lea Johanidesová         | 1 + 11 0+1 0+0 1+3 0+1 0+0 0+0 0+3 0+3 | 1:21:32,4 | +6:18,1 |
| 5.  | Białoruś · Darja Jurkiewicz · Ała Tałkacz · Darja Nieścierczyk · Maryja Cziełaczowa            | 0 + 7 0+0 0+1 0+0 0+2 0+0 0+1 0+1 0+2  | 1:22:12,1 | +6:57,8 |
| 6.  | Polska · Karolina Pitoń · Monika Hojnisz · Beata Szymanczak · Katarzyna Leja                   | 0 + 8 0+0 0+1 0+2 0+0 0+0 0+1 0+2 0+2  | 1:22:52,2 | +7:37,9 |

### Wyniki mężczyzn

#### Bieg sprinterski
- Pełne wyniki: IBU[5]

| Lp. | Zawodnik             | Narodowość | Strzelanie | Wynik   | Strata  |
| --- | -------------------- | ---------- | ---------- | ------- | ------- |
|     | Aleksiej Wołkow      | Rosja      | 0+0        | 23:14,2 |         |
|     | Artem Pryma          | Ukraina    | 0+0        | 23:32,7 | +18,5   |
|     | Siergiej Klaczin     | Rosja      | 0+1        | 23:33,8 | +19,6   |
| 4.  | Serhij Semenow       | Ukraina    | 1+0        | 23:34,6 | +20,4   |
| 5.  | Andrejs Rastorgujevs | Łotwa      | 0+1        | 23:51,3 | +37,1   |
| ... | ...                  | ...        | ...        | ...     | ...     |
| 35. | Grzegorz Bril        | Polska     | 0+0        | 25:11,6 | +1:57,4 |
| 39. | Rafał Lepel          | Polska     | 0+0        | 25:22,7 | +2:08,5 |
| 46. | Łukasz Szczurek      | Polska     | 1+1        | 25:56,6 | +2:42,4 |
| 58. | Adam Kwak            | Polska     | 0+5        | 26:48,9 | +3:34,7 |

#### Bieg pościgowy
- Pełne wyniki: IBU[6]

| Lp. | Zawodnik             | Narodowość | Strzelanie | Wynik   | Strata  |
| --- | -------------------- | ---------- | ---------- | ------- | ------- |
|     | Aleksiej Wołkow      | Rosja      | 1+0+0+0    | 31:48,0 |         |
|     | Serhij Semenow       | Ukraina    | 0+0+1+0    | 32:04,2 | +16,2   |
|     | Daniel Böhm          | Niemcy     | 0+0+0+1    | 32:06,5 | +18,5   |
| 4.  | Artem Pryma          | Ukraina    | 0+1+0+1    | 32:24,7 | +36,7   |
| 5.  | Andrejs Rastorgujevs | Łotwa      | 0+1+1+1    | 32:45,1 | +57,1   |
| ... | ...                  | ...        | ...        | ...     | ...     |
| 39. | Łukasz Szczurek      | Polska     | 0+0+2+1    | 36:39,7 | +4:51,7 |
| 43. | Rafał Lepel          | Polska     | 1+1+1+1    | 37:24,4 | +5:36,4 |
| 47. | Grzegorz Bril        | Polska     | 1+2+1+4    | 38:21,8 | +6:33,8 |
| LAP | Adam Kwak            | Polska     | 2+2+4      | LAP     | LAP     |

#### Bieg indywidualny
- Pełne wyniki: IBU[7]

| Lp. | Zawodnik         | Narodowość | Strzelanie | Wynik   | Strata   |
| --- | ---------------- | ---------- | ---------- | ------- | -------- |
|     | Daniel Böhm      | Niemcy     | 0+0+0+0    | 48:20,7 |          |
|     | Artem Pryma      | Ukraina    | 0+0+0+0    | 49:27,4 | +1:06,7  |
|     | Erik Lesser      | Niemcy     | 0+1+0+1    | 49:52,4 | +1:31,7  |
| 4.  | Siergiej Klaczin | Rosja      | 0+1+0+0    | 50:03,2 | +1:42,5  |
| 5.  | Martin Eng       | Norwegia   | 0+0+0+1    | 50:38,9 | +2:18,2  |
| ... | ...              | ...        | ...        | ...     | ...      |
| 52. | Grzegorz Bril    | Polska     | 0+1+2+3    | 58:02,1 | +9:41,4  |
| 56. | Rafał Lepel      | Polska     | 2+2+2+2    | 59:26,9 | +11:06,2 |
| 58. | Łukasz Szczurek  | Polska     | 2+1+3+2    | 59:56,0 | +11:35,3 |
| DNS | Adam Kwak        | Polska     |            |         |          |

#### Sztafeta
- Pełne wyniki: IBU[8]

| Lp. | Drużyna                                                                               | Strzelanie                             | Wynik     | Strata  |
| --- | ------------------------------------------------------------------------------------- | -------------------------------------- | --------- | ------- |
|     | Niemcy · Daniel Böhm · Matthias Bischl · Johannes Kühn · Erik Lesser                  | 0 + 10 0+0 0+0 0+1 0+2 0+2 0+2 0+1 0+2 | 1:16:54,1 |         |
|     | Norwegia · Jan Olav Gjermundshaug · Martin Eng · Dag Erik Kokkin · Henrik L’Abée-Lund | 0 + 6 0+0 0+1 0+0 0+0 0+1 0+3 0+0 0+1  | 1:17:04,9 | +10,8   |
|     | Rosja · Nikołaj Jakuszow · Siergiej Klaczin · Aleksandr Żirnyj · Aleksiej Wołkow      | 1 + 7 0+0 0+1 0+0 1+3 0+0 0+3 0+0 0+0  | 1:17:59,3 | +1:05,2 |
| 4   | Austria · Bernhard Landertinger · Michael Reiter · David Komatz · Julian Eberhard     | 0 + 14 0+0 0+3 0+3 0+1 0+3 0+2 0+1 0+1 | 1:18:40,4 | +1:46,3 |
| 5   | Ukraina · Ołeksandr Kołos · Artem Pryma · Witalij Kilczycki · Serhij Semenow          | 2 + 9 0+0 1+3 0+1 0+1 0+1 1+3 0+0 0+0  | 1:19:00,5 | +2:06,4 |
| ... | ...                                                                                   | ...                                    | ...       | ...     |
| 13  | Polska · Łukasz Szczurek · Rafał Lepel · Grzegorz Bril · Adam Kwak                    | 0 + 8 0+0 0+1 0+3 0+0 0+1 0+2 0+1 0+0  | 1:23:36,4 | +6:42,3 |

## Juniorzy

### Wyniki kobiet

#### Bieg sprinterski
- Pełne wyniki: IBU[9]

| Lp. | Zawodniczka         | Narodowość | Strzelanie | Wynik   | Strata  |
| --- | ------------------- | ---------- | ---------- | ------- | ------- |
|     | Nija Dimitrowa      | Bułgaria   | 0+0        | 21:09,3 |         |
|     | Iryna Warwyneć      | Ukraina    | 0+1        | 21:24,4 | +15,1   |
|     | Elisa Gasparin      | Szwajcaria | 1+0        | 21:38,4 | +29,1   |
| ... | ...                 | ...        | ...        | ...     | ...     |
| 21. | Monika Hojnisz      | Polska     | 2+2        | 23:09,9 | +2:00,6 |
| 27. | Karolina Batożyńska | Polska     | 0+2        | 23:52,6 | +2:43,3 |
| 43. | Anna Mąka           | Polska     | 1+3        | 25:16,0 | +4:06,7 |
| 45. | Maria Bukowska      | Polska     | 1+2        | 25:31,8 | +4:22,5 |

#### Bieg pościgowy
- Pełne wyniki: IBU[10]

| Lp. | Zawodniczka         | Narodowość | Strzelanie | Wynik   | Strata  |
| --- | ------------------- | ---------- | ---------- | ------- | ------- |
|     | Iryna Warwyneć      | Ukraina    | 0+1+0+0    | 32:20,8 |         |
|     | Elisa Gasparin      | Szwajcaria | 1+0+0+0    | 32:57,9 | +37,1   |
|     | Nija Dimitrowa      | Bułgaria   | 0+0+1+0    | 33:00,7 | +39,9   |
| ... | ...                 | ...        | ...        | ...     | ...     |
| 20. | Monika Hojnisz      | Polska     | 2+3+2+1    | 37:58,7 | +5:37,9 |
| 26. | Karolina Batożyńska | Polska     | 0+2+2+1    | 39:17,3 | +6:56,5 |
| 29. | Anna Mąka           | Polska     | 0+0+0+3    | 39:37,5 | +7:16,7 |
| 35. | Maria Bukowska      | Polska     | 1+0+2+0    | 40:47,7 | +8:26,9 |

#### Bieg indywidualny
- Pełne wyniki: IBU[11]

| Lp. | Zawodniczka          | Narodowość | Strzelanie | Wynik   | Strata  |
| --- | -------------------- | ---------- | ---------- | ------- | ------- |
|     | Marion Rønning Huber | Norwegia   | 0+0+0+1    | 39:13,7 |         |
|     | Olga Galicz          | Rosja      | 0+0+1+1    | 40:37,6 | +1:23,9 |
|     | Nicole Gontier       | Włochy     | 1+1+0+1    | 40:51,6 | +1:37,9 |
| ... | ...                  | ...        | ...        | ...     | ...     |
| 8.  | Monika Hojnisz       | Polska     | 1+1+1+0    | 41:59,8 | +2:46,1 |
| 17. | Maria Bukowska       | Polska     | 1+0+0+0    | 43:47,4 | +4:33,7 |
| 31. | Anna Mąka            | Polska     | 0+2+1+2    | 47:52,0 | +8:38,3 |
| 34. | Karolina Batożyńska  | Polska     | 0+2+2+2    | 48:04,2 | +8:50,5 |

### Wyniki mężczyzn

#### Bieg sprinterski
- Pełne wyniki: IBU[12]

| Lp. | Zawodnik                   | Narodowość | Strzelanie | Wynik   | Strata  |
| --- | -------------------------- | ---------- | ---------- | ------- | ------- |
|     | Vetle Sjåstad Christiansen | Norwegia   | 0+1        | 23:55,7 |         |
|     | Aleksandr Łoginow          | Rosja      | 0+0        | 23:56,7 | +1,0    |
|     | Maksim Cwietkow            | Rosja      | 0+1        | 24:30,1 | +34,4   |
| ... | ...                        | ...        | ...        | ...     | ...     |
| 35. | Mateusz Zawól              | Polska     | 1+1        | 27:18,6 | +3:22,9 |
| 41. | Bartłomiej Gwałt           | Polska     | 0+3        | 27:49,7 | +3:54,0 |
| 44. | Andrzej Nędza-Kubiniec     | Polska     | 2+2        | 28:21,8 | +4:26,1 |
| 47. | Kamil Cymerman             | Polska     | 3+1        | 28:39,9 | +4:44,2 |

#### Bieg pościgowy
- Pełne wyniki: IBU[13]

| Lp. | Zawodnik                   | Narodowość | Strzelanie | Wynik   | Strata  |
| --- | -------------------------- | ---------- | ---------- | ------- | ------- |
|     | Aleksandr Łoginow          | Rosja      | 0+0+1+1    | 32:10,2 |         |
|     | Vetle Sjåstad Christiansen | Norwegia   | 1+0+1+0    | 32:33,7 | +23,5   |
|     | Johannes Thingnes Bø       | Norwegia   | 1+0+0+1    | 32:33,9 | +23,7   |
| ... | ...                        | ...        | ...        | ...     | ...     |
| 41. | Kamil Cymerman             | Polska     | 1+0+2+2    | 41:43,3 | +9:33,1 |
| LAP | Mateusz Zawól              | Polska     | 2+3        | LAP     | LAP     |
| LAP | Bartłomiej Gwałt           | Polska     | 2+1+1      | LAP     | LAP     |
| LAP | Andrzej Nędza-Kubiniec     | Polska     | 1+1+2      | LAP     | LAP     |

#### Bieg indywidualny
- Pełne wyniki: IBU[14]

| Lp. | Zawodnik                   | Narodowość | Strzelanie | Wynik   | Strata   |
| --- | -------------------------- | ---------- | ---------- | ------- | -------- |
|     | Aleksandr Łoginow          | Rosja      | 1+0+0+0    | 36:59,3 |          |
|     | Johannes Thingnes Bø       | Norwegia   | 0+0+1+0    | 37:05,9 | +6,6     |
|     | Vetle Sjåstad Christiansen | Norwegia   | 0+1+0+1    | 38:47,8 | +1:48,5  |
| ... | ...                        | ...        | ...        | ...     | ...      |
| 37. | Bartłomiej Gwałt           | Polska     | 2+0+0+1    | 45:07,6 | +8:08,3  |
| 45. | Mateusz Zawól              | Polska     | 1+3+0+1    | 46:57,6 | +9:58,3  |
| 46. | Andrzej Nędza-Kubiniec     | Polska     | 1+3+0+1    | 47:01,9 | +10:02,6 |
| 48. | Kamil Cymerman             | Polska     | 1+0+2+2    | 47:17,6 | +10:18,3 |

### Sztafeta mieszana
- Pełne wyniki: IBU[15]

| Lp. | Drużyna                                                                                               | Strzelanie                             | Wynik     | Strata  |
| --- | --- | -------------------------------------- | --------- | ------- |
|     | Norwegia · Thekla Brun-Lie · Marion Rønning Huber · Johannes Thingnes Bø · Vetle Sjåstad Christiansen | 0 + 9 0+3 0+0 0+1 0+0 0+1 0+2 0+1 0+1  | 1:14:48,1 |         |
|     | Rosja · Olga Galicz · Jelena Badanina · Maksim Cwietkow · Aleksandr Łoginow                           | 0 + 10 0+0 0+2 0+1 0+2 0+0 0+2 0+1 0+2 | 1:15:31,9 | +43,8   |
|     | Ukraina · Anastasija Merkuszyna · Iryna Warwyneć · Iwan Morawskyj · Ołeksandr Dachno                  | 0 + 10 0+1 0+2 0+0 0+1 0+1 0+3 0+1 0+1 | 1:17:32,7 | +2:44,6 |
| ... | ...                                                                                                   | ...                                    | ...       | ...     |
| LAP | Polska · Anna Mąka · Karolina Batożyńska · Kamil Cymerman · Mateusz Zawól                             | 2+17 0+0 1+3 0+3 0+2 0+3 1+3 0+2 0+1   | LAP       | LAP     |